# NASA Advanced Space Transportation Program
Das Advanced Space Transportation Program (ASTP), (dt. etwa Fortgeschrittenes Weltraum-Transport-Programm) ist ein Forschungs- und Entwicklungsprogramm der US-amerikanischen Luft- und Raumfahrtbehörde NASA.
Am Marshall Space Flight Center wird die nächste Generation von Raumfahrt- und Antriebssysteme für bemannte und unbemannte Missionen entwickelt. Forschungsschwerpunkte liegen in den Bereichen: Scramjets, PDE, Ionenantriebe, Antimaterieantriebe, Startunterstützung durch Magnetische Levitation (englisch: magnetic levitation launch assist), Space Tether und andere. Neue Antriebssysteme könnten die Fortbewegung durch den Weltraum schneller und preiswerter machen, sodass zum Beispiel der Weltraumtourismus erschwinglicher und neue Anwendungen wie der Asteroidenbergbau wirtschaftlich interessanter würden.
Bis 2002 fand im Rahmen des ASTP auch das Breakthrough Propulsion Physics Project statt.